# Jutge d'Israel
Un jutge d'Israel era un líder bíblic escollit per dirigir el poble d'Israel entre la conquesta de la Terra Promesa per Josuè i la coronació del primer rei d'Israel, Saül. Aquest jutges no tenien res a veure amb els actuals jutges, eren els líders del poble d'Israel, prenien totes les decisions i tenien els poders executiu i judicial. El legislatiu no el posseïen perquè seguien al peu de la lletra les lleis dictades per Moisès.
Els jutges d'Israel eren figures molt similars als reis de les diferents nacions del Pròxim Orient dels temps bíblics, però els jutges no eren hereditaris ni escollits en una votació. Era l'aclamació del poble i l'acord entre les tribus d'Israel qui nomenava un jutge.

## Orígens
El primer a actuar com a jutge d'Israel fou Moisès, guia del poble durant l'Èxode. Ell decidia tots els afers que succeïen als membres de les tribus d'Israel. Mentre estaven acampats al desert, Moisès va rebre la visita del seu sogre Jetró, la seva muller Siporà i els seus dos fills, Guerxom i Elièzer.
Jetró li aconsellà d'instituir la figura dels jutges, gent capacitada per impartir justícia, ja que fins aquell moment només ho feia Moisès i no podia descansar mai. D'aquesta manera, es van escollir homes respectats i es van declarar caps de miler, caps de centena, caps de cinquantena i caps de desena. Així, solament les causes més importants i que afectaven tot el poble d'Israel arribaven a Moisès.
Abans de morir, Moisès va designar com a successor seu a Josuè, qui va tenir la tasca de guiar el poble durant la conquesta de la Terra Promesa. Un cop les tribus d'Israel es van assentar a Canaan i va morir Josuè, la figura del jutge va desaparèixer fins que al cap de trenta anys els van tornar els problemes als israelites.

## Llista de Jutge bíblics d'Israel
Segons el Llibre dels Jutges i el Primer Llibre de Samuel, la llista és la següent:
| Jutge     | Tribu              | Anys en el càrrec | Invasor       |
| --------- | ------------------ | ----------------- | ------------- |
| Otniel    | Quenazites de Judà | 40                | Mesopotàmia   |
| Ehud      | Benjamí            | -                 | Regne de Moab |
| Xamgar    | -                  | -                 | Filisteus     |
| Dèbora    | Benjamí            | -                 | Canaaneus     |
| Gedeó     | Manassès           | 40                | Madian        |
| Abimèlec* | Manassès           | 1                 | Israel        |
| Tolà      | Issacar            | 23                | -             |
| Jaïr      | Judà               | 22                | -             |
| Jeftè     | Manassès           | 6                 | Regne d'Ammon |
| Ibsan     | Zabuló o Judà      | 7                 | -             |
| Elon      | Zabuló             | 10                | -             |
| Abdon     | -                  | 8                 | -             |
| Samsó     | Dan                | 20                | Filisteus     |
| Elí       | -                  | -                 | -             |
| Samuel    | Efraïm             | -                 | Filisteus     |

- Abimèlec és referit a la Bíblia com a autocoronat Rei de Siquem. Amb tot, però, se'l considera com a jutge malgrat que fou sanguinari i només va actuar en interès propi.

## Fi dels jutges
Segons la Bíblia, quan Samuel ja era vell, designà els seus dos fills, Joel i Abià, com a jutges quan ell morís. Però els dos vailets duien un comportament erràtic i acceptaven suborns i altres tretes.
Aleshores, els ancians de les tribus d'Israel van anar a veure Samuel i li demanaren que nomenés algú com a successor seu però amb el títol de rei, com les altres nacions. Samuel no hi estigué d'acord, ja que creia que fins llavors tots els israelites havien estat iguals i si es creava la figura del rei, també es crearia una classe noble dins el poble. Davant les pressions dels ancians però, acceptà.
Al cap de poc, va fer un sorteig a Mispà de Benjamí. Primer la sort va tocar a la tribu de Benjamí, després sobre la família de Matrí i finalment sobre un jove anomenat Saül, qui esdevingué així el primer rei d'Israel.